# 韩山童
韓山童（？—1351年），元末民變红巾军领袖。

## 生平
出生于赵州栾城（今河北栾城）一個信仰白莲教的家庭。成年后一边务农，一边传播白莲教，宣传“弥勒佛降生”、自稱“孔雀明王出世”，主张推翻元朝统治，并结识了安徽阜阳人刘福通。
元順帝至正十一年（1351年），朝廷强徵15万民工修筑黄河堤坝，怨聲載道。韩山童、刘福通认为时机已到，编造“石人一只眼，挑动黄河天下反”的民谣，四处传播；同时在河道中埋设一石人，背刻“莫道石人一只眼，此物一出天下反”的讖書。待石人挖出，人心浮动，韩、刘乘机在颍州颍上发动起义。
盛文郁、罗文素等公推韩山童是宋徽宗八世孙，並“杀白马黑牛，誓告天地，谋起兵，以红巾为号”。当地县令急调军队围剿。韩山童被俘，随即被杀害。
其子韓林兒其後被推舉為領袖，改稱「小明王」，繼續抗元，并称帝。其妻杨氏被儿子韩林儿尊为皇太后。另韩林儿有妹，可见韩山童有女。

## 相關作品
- 《倚天屠龍記》，金庸。
- 《天子傳奇六洪武大帝》，黃玉郎。